# Vịt Khaki Campbell
Vịt Khaki Campbell là giống vịt nhà có nguồn gốc từ nước Anh. Đây là giống vịt siêu trứng, thích nghi rất tốt với điều kiện chăn nuôi nhiều vùng khác nhau. Chúng là giống vịt chuyên trứng với năng suất và sản lượng cao đã được nuôi rộng rãi ở nhiều nước trên thế giới.

## Chăn nuôi

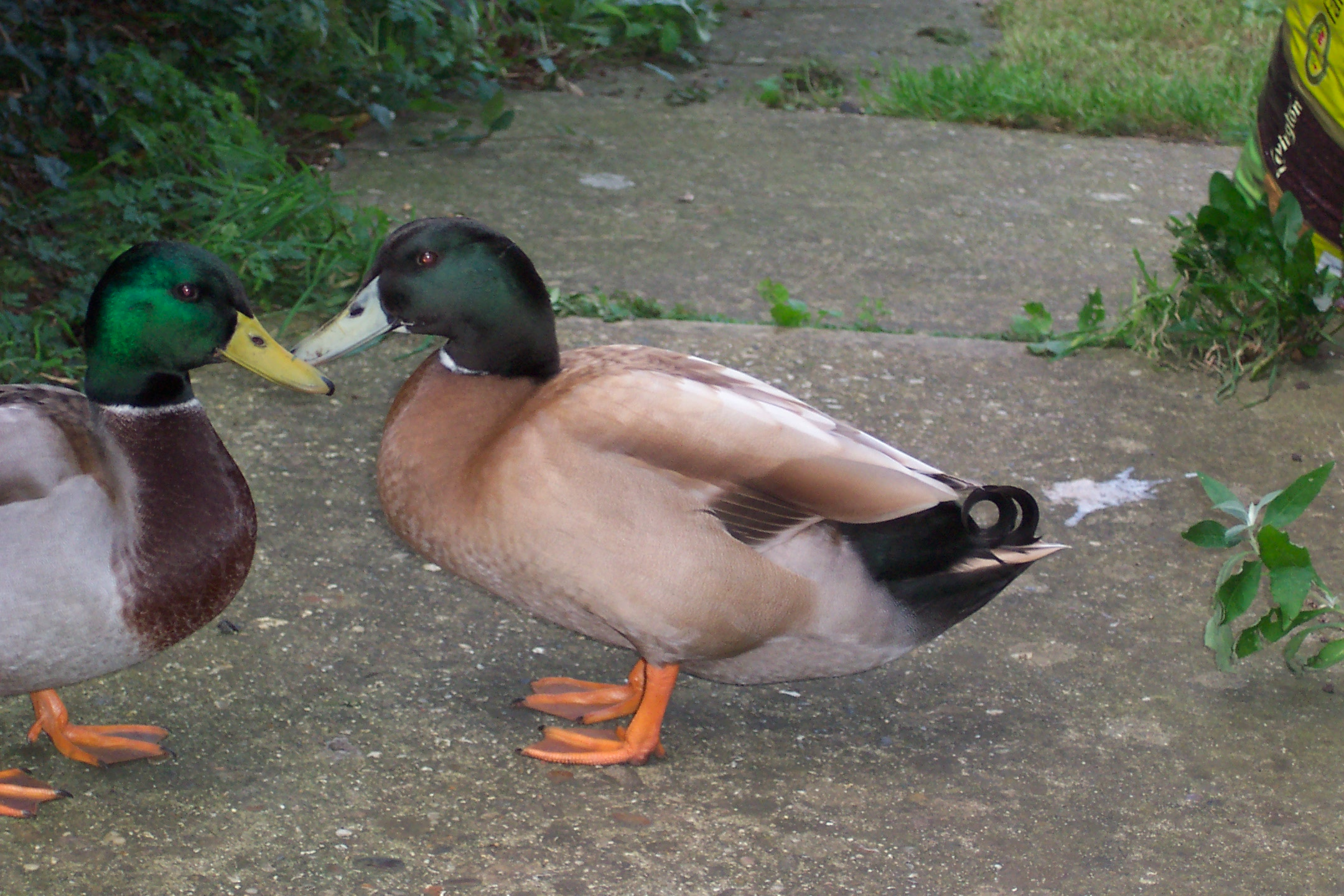
KhakiCambell